# Lasdop

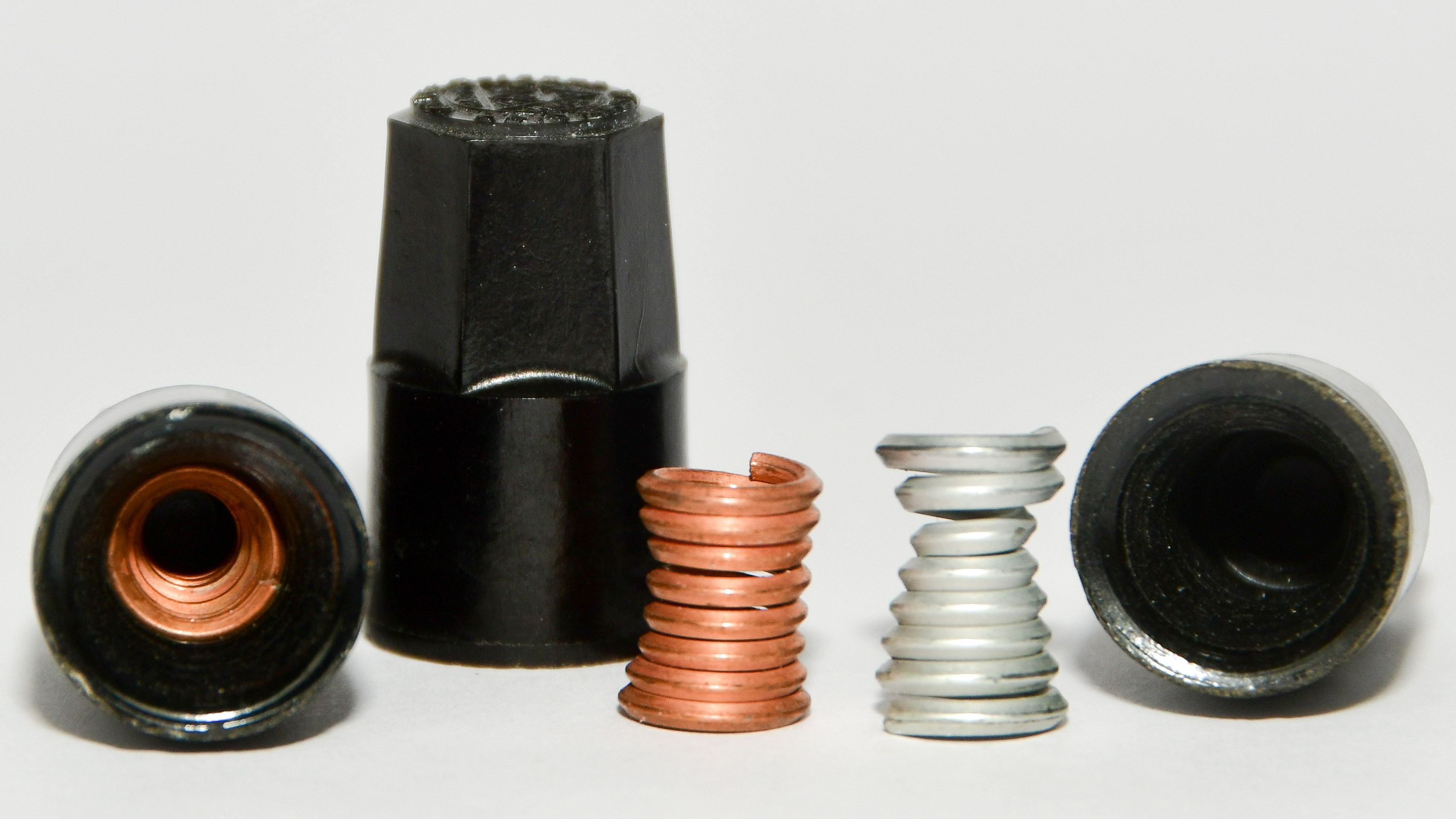
Lasdoppen

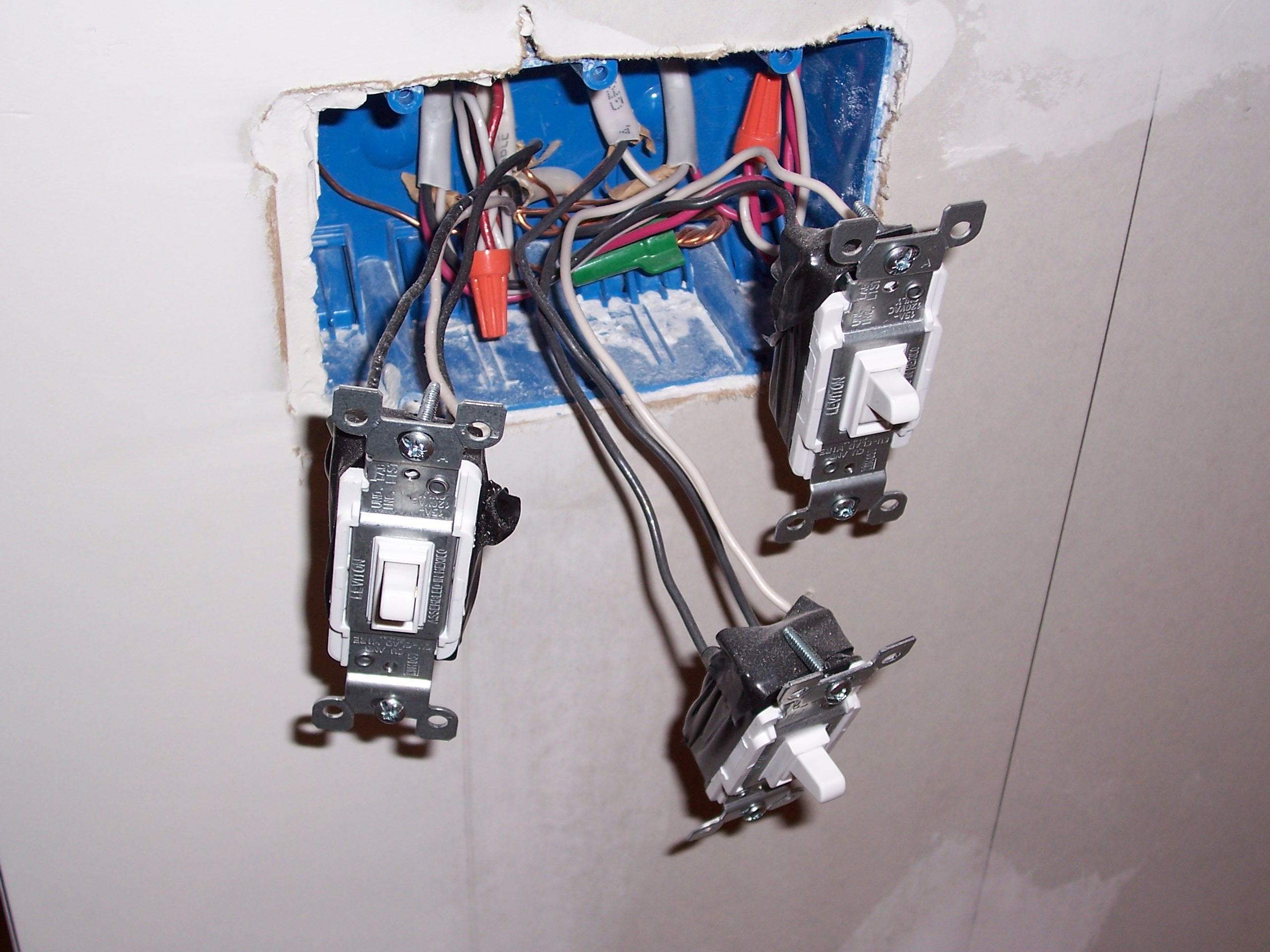
Schakelaars die verbonden zijn met oranje en groene lasdoppen

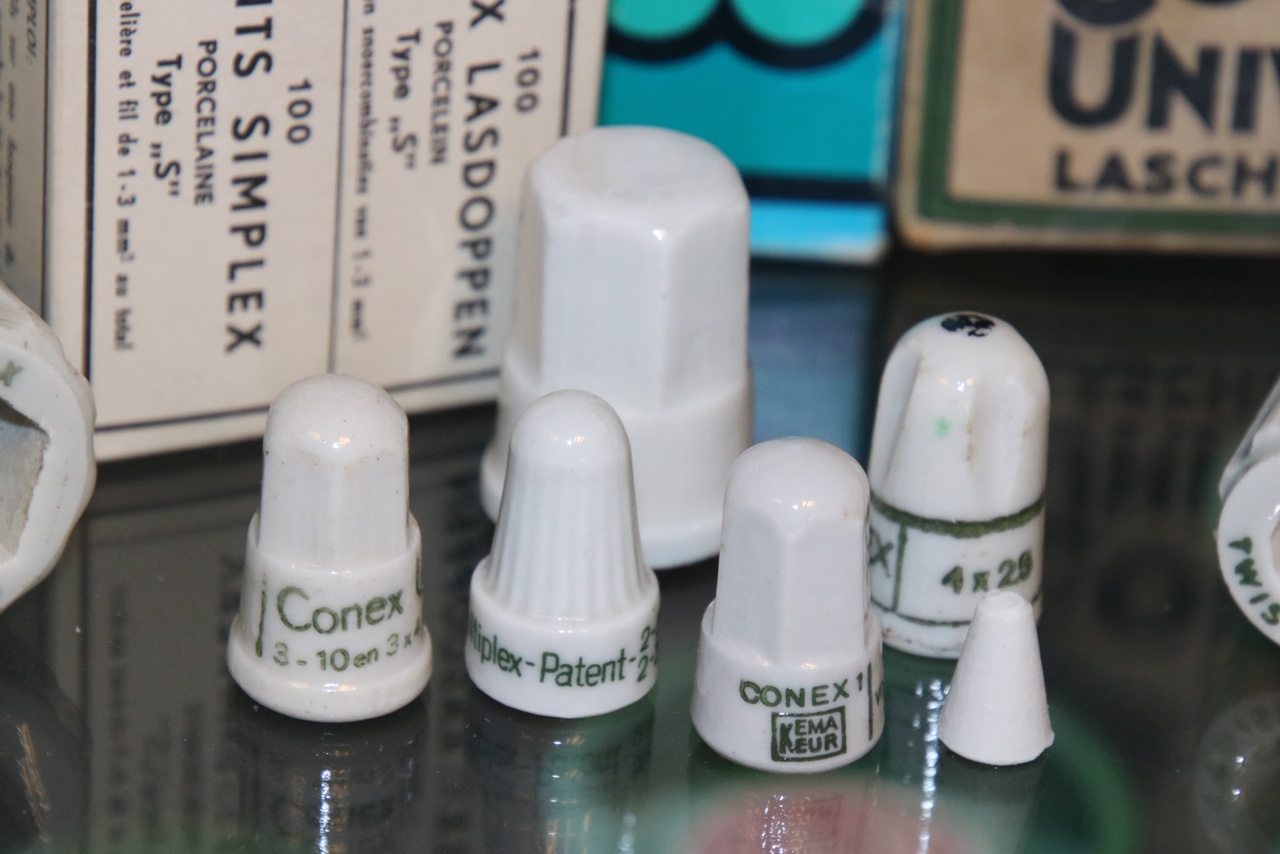
Keramische lasdoppen; deze werden tot eind jaren zeventig veel gebruikt

Een lasdop is een in de elektrische installatietechniek gebruikt onderdeel om installatiedraden in een lasdoos te verbinden met een lage overgangsweerstand (lassen). Het maken van een verbinding met lasdoppen is anno 2020 grotendeels vervangen door de minder bewerkelijke lasklemmen.
Lasdoppen bestaan uit een spiraalvormige metalen veer, met scherpe groeven die tijdens het aanbrengen  een fijne schroefdraad op de draden snijdt, en deze vastklemt. Daaromheen zit een harde kunststof isolatiedop, die van binnen schroefdraad heeft.

## Gebruik

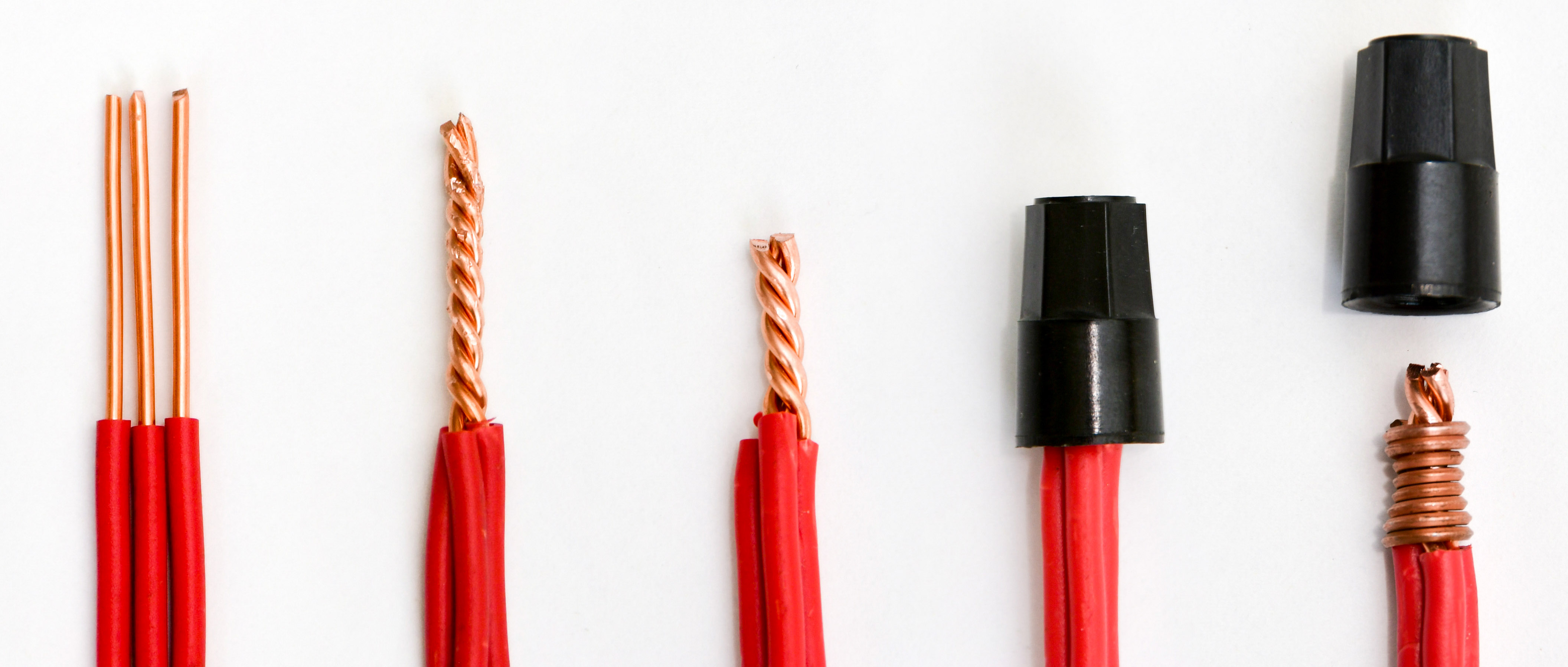
Strippen, twisten, inkorten, dop erop, resultaat

De te verbinden draden worden over een lengte van circa 4 cm ontdaan van hun isolatie. Hiervoor wordt meestal een striptang gebruikt. Moeten er meer dan drie draden worden gelast, dan dienen deze langer dan 4 cm te worden gestript. De gestripte draden worden met behulp van een combinatietang zo strak mogelijk rechtsom in elkaar gedraaid. Er dient voor gezorgd te worden dat hierbij de aangesneden isolatie onderling gelijk ligt en niet kan verschuiven. De draden worden vervolgens op een lengte van circa 12 mm afgeknipt. Na het afknippen mogen de draden niet meer gedraaid worden, anders laten ze los. De lasdop wordt hierna rechtsom op de gemaakte las gedraaid, waarbij de veer tot tegen de aderisolatie wordt gedraaid. De las kan gecontroleerd worden door de lasdop even terug te draaien: de veer mag dan niet mee terugdraaien. Omdat elke draadkleur zijn eigen functie heeft, zal het duidelijk zijn dat steeds kleur op kleur gelast moet worden. Ook mogen er hoogstens vijf draden onder één lasdop voorkomen. De reden daarvan is dat er bij zes of meer draden, draden naar het midden springen die geen contact maken met de scherpe groeven en er eenvoudig uit kunnen schieten.

## Splitlas
Moeten er meer dan vijf draden worden gelast, dan past men een parallellas (splitlas) toe. Hierbij wordt de las door middel van een korte draad afgetakt naar een volgende las, die ook ten hoogste uit vijf draden mag bestaan. Deze las mag niet opnieuw afgetakt worden. Er zijn dus maximaal acht afgaande draden mogelijk. Dit aantal is, ook in centraaldozen, echter meestal voldoende.